# Fábio Seuchi Noguchi
Fábio Seuchi Noguchi (Tupaciguara, 23 de novembro de 1967), mais conhecido como Mestre Noguchi ou Mestre Fábio Noguchi, é um dos primeiros professores de Muay Thai do Brasil, fundador da Equipe Noguchi e um dos responsáveis pela difusão do Muay Thai no Brasil e no MMA.
Um belo dia no começo dos anos 70 o Sr. Leyze Noguti e a mulher Maria Auxiliadora Noguti venderam as terras que tinham em Tupaciguara, no interior de Minas Gerais, e pegaram o rumo do Paraná. Mais precisamente, Curitiba onde ele foi trabalhar na feira. Com ele vieram os filhos, entre eles Mário e Fábio. “Alguns anos depois eu e meu irmão passamos diante da academia de Nélio Naja e quisemos treinar. Nós dois entramos. Foi assim que eu entrei para o Muay Thai. Mas o meu irmão não foi em frente. Ele foi estudar e hoje tem duas faculdades. E eu tenho uma academia”, diz Fábio que virou lutador por alguns anos e se tornou conhecido na cidade como Mestre Noguchi, um dos principais nomes desta luta tailandesa no Brasil, além de treinador de campeões que fizeram fama e dinheiro no mundo do MMA (Mixed Martial Arts, ou seja Artes Marciais Mistas, também conhecidas pelo nome popular de Vale Tudo).
Noguchi está no núcleo do nascimento do Muay Thai no Brasil, que foi em Curitiba. “No Rio de Janeiro a família Gracie já era precursora da luta livre com o Jiu-Jitsu, com lutas sem tempo”, diz ele. No entanto, o pessoal de Curitiba entraria para a história do embrião da MMA com o Muay Thai. “Acontece que esta luta acrescentou muito para as artes marciais no Brasil, que eram feita basicamente no chão. A luta em pé é mais completa. Os lutadores que eram bons em Muay Thai, que sabiam lutar em pé passaram a se destacar no Vale Tudo e os outros tiveram que aprender também. Foi assim que ocorreu a explosão da luta no Brasil, luta que também é chamada de luta das oito armas porque usa os punhos, os cotovelos, os joelhos e os pés”, diz ele. Segundo Noguchi, o que torna o Muay Thai atraente é o fato de ter poucas regras em relação às outras lutas como o boxe, caratê e o jiu-jitsu, que são mais engessadas em regras.
Noguchi também defende o Muay Thai das acusações de ser luta violenta. “Eu acho que é uma luta dez vezes menos impactante e agressiva que o boxe, este sim uma luta muito agressiva, porque agride a cabeça e destrói os neurônios”, diz ele. Tanto que, segundo ele, em sua academia há sempre um número expressivo de garotas praticando a luta e também de pessoas com mais de 50 anos. “Além de ser uma luta de defesa, tem uma queima grande de gordura e as garotas não levam chutes no rosto”, diz ele.
Ficha técnica:
Fábio Seuchi Noguchi
23 de novembro de 1967
Tupaciguara – MG
Linha do tempo
1967 – Nasce em Minas Gerais.
1979 – Nélio Naja, faixa preta de Taekwondo, introduz o Muay Thai no Brasil, na academia que da Rua Carlos de Carvalho, em Curitiba.
1981 – Começa a lutar na Academia Muay Thai.
1985 – Faixa preta com Nélio Naja, no Rio de Janeiro.
1986 – Treino durante o ano inteiro para competir em 1987. Ao mesmo tempo começa a dar aulas de Muay Thai.
1987 – Dia 15 de novembro faz a primeira luta pela Academia Chute Boxe em Campinas, pelo Campeonato Brasileiro, que se realizava uma vez por ano.
1989 – Campeonato de Muay Thai em Curitiba no Circulo Militar. Faz a sua última luta. Convidado a lutar nos Estados Unidos, declina o convite por causa de uma úlcera, contraída por excesso de aulas.
1990 – Edimar dos Anjos faz a primeira luta de Chute Box nos Estados Unidos.
1991 – Cria a Academia Noguchi na Avenida Marechal Floriano.
Quem pegou faixa preta lá…
Anderson Silva – Ex-campeão do peso médio do UFC.
Katel Kubis – Técnico de luta em pé da ATT (American Top Team).
É considerado o criador do estilo Striker de Contra-ataque, marca registrada do Muay Thai estilo Noguchi. Mestre Noguchi é apontado como um dos melhores Mestres de Muay Thay do Brasil, tendo treinado diversos atletas profissionais como Katel Kubis, Osmar Dias (in memoriam), Wanderlei Silva, Anderson Silva, José "Pelé" Landi-Jons, dentre tantos outros.